# Vasyl' Šuptar
Vasyl' Ivanovyč Šuptar (in ucraino Василь Іванович Шуптар?, in russo Василий Иванович Шуптар?, Vasilij Ivanovič Šuptar; Leopoli, 27 gennaio 1991) è un lottatore ucraino, specializzato nella lotta libera.

## Palmarès
- Mondiali
Las Vegas 2015: bronzo nei 61 kg.
- Europei
Vantaa 2014: bronzo nei 61 kg.
Bucarest 2019: bronzo nei 65 kg.
- Giochi europei
Baku 2015: bronzo nei 61 kg.
- Universiadi
Kazan' 2013: bronzo nei 61 kg.